# Halls (warenhuis)
Halls is een warenhuis in Kansas City, Missouri en is onderdeel van Hallmark Cards. Het warenhuis ligt in het centrum van Kansas City in het Crown Center-complex. Het warenhuis heeft een uitgebreid assortiment aan kleding, cosmetica, sieraden, schoenen en andere productcategorieën van premium merken. Daarnaast worden er wenskaarten en cadeauartikelen van het merk Hallmark verkocht. Halls is gepositioneerd op een prijsniveau dat vergelijkbaar is met grotere op luxe gerichte ketens, waaronder Bloomingdale's en Neiman Marcus.

## Geschiedenis
Halls werd in 1916 opgericht door Joyce C. Hall als uitbreiding op Hallmark, het bedrijf voor wenskaarten, dat hij drie jaar eerder oprichtte. De winkel begon met een etalage in de lobby van het Gordon and Koppel Building in het centrum van Kansas City. Tegen 1916 had Halls zijn winkel verplaatst naar 11th Street. Hier werd een uitgebreider assortiment van hoogwaardige cadeauartikelen aangeboden. De verhuizing van Halls in 1950 naar Grand Avenue in het centrum met een uitgebreider assortiment verstevigde zijn lokale reputatie als premium speciaalzaak.
In 1965 werd Halls onderdeel van een verzameling winkels in het spraakmakende Country Club Plaza van de stad met een winkel met een oppervlakte van ruim 5.100 m², die een volledig bouwblok in het winkelgebied omvatte. De winkel had onder meer vloeren met ingelegde lapis lazuli en Baccarat-kristallen kroonluchters. In het uiterlijk van het gebouw waren Spaanse en Moorse architectuurinvloeden zichtbaar, die aansloten op de architectuur in de rest van de wijk.
In 1967 werd het gebied rond het hoofdkantoor van Hallmark herontwikkeld om de binnenstad te revitaliseren. Onderdeel hiervan was het Crown Center. In 1973 opende Halls in het Crown Center ter vervanging van het oorspronkelijke warenhuis.
Halls Crown Center bestond uit drie verdiepingen met een totale oppervlakte van 9.300 m². Het ontwerp van Paul László. In 2011 werden de eerste als de tweede verdieping van Halls Crown Centre omgebouwd tot een aquarium van Sea Life Centers en een Legoland Discovery Center in een gecombineerd project van $ 30 miljoen.
In juni 2013 kondigde Halls plannen aan om zijn twee winkels samen te voegen tot een nieuwe, grotere winkel in Crown Center. Halls-president Kelly Cole zei dat het niet langer logisch was om twee winkels zo dicht bij elkaar te hebben. De bestaande Crown Center-winkel sloot in maart 2014 en de Plaza-winkel sloot op 3 augustus 2014. De nieuwe winkel in het Crown Center met een oppervlakte van 5.600 m² werd geopend op 21 september 2014.
Aan de samengevoegde winkel wijzigde weinig tot oktober 2020, toen Halls aankondigde dat ze begin 2021 haar ruimte zou gaan verbouwen en inkrimpen. In totaal zou ongeveer 3.650 vierkante meter van het winkeloppervlakte worden afgestoten. De hele afdeling huishoudelijke artikelen en cosmetica werden opgeheven en de sieradenafdeling fors ingekrompen. Daarnaast werd het café H Bar gesloten. Halls noemde de veranderende voorkeuren van de klant als de belangrijkste reden voor de wijzigingen. Tijdens de verbouwing is Halls tijdelijk verhuisd naar de resterende eerdere Crown Center Halls-ruimte op de derde verdieping, boven het Legoland Discovery Center en Sea Life Aquarium. De winkel werd in maart 2021 heropend.
 